# Psiquiatra
Um psiquiatra é um médico especializado em psiquiatria. Os psiquiatras são médicos e avaliam os pacientes para determinar se seus sintomas são resultado de uma doença física, de uma combinação de doenças físicas e mentais ou de problemas estritamente mentais. Às vezes, um psiquiatra trabalha em uma equipe multidisciplinar, que pode incluir psicólogos clínicos, assistentes sociais, terapeutas ocupacionais e equipe de enfermagem. Os psiquiatras têm amplo treinamento em uma abordagem biopsicossocial para a avaliação e o gerenciamento de doenças mentais.
Como parte do processo de avaliação clínica, os psiquiatras podem empregar um exame do estado mental; um exame físico; imagens do cérebro, como tomografia computadorizada, ressonância magnética ou tomografia por emissão de pósitrons; e exames de sangue. Os psiquiatras usam abordagens farmacológicas, psicoterápicas e/ou intervencionistas para tratar os transtornos mentais.

## Subespecialidades
O campo da psiquiatria tem muitas subespecialidades que exigem treinamento adicional (fellowship), que, nos EUA, é certificado pelo Conselho Americano de Psiquiatria e Neurologia (American Board of Psychiatry and Neurology - ABPN) e requer o Programa de Manutenção da Certificação para continuar. Entre elas estão as seguintes:
- Neurofisiologia clínica
- Psiquiatria forense
- Psiquiatria de dependência
- Psiquiatria da infância e adolescência
- Psicogeriatria
- Cuidados paliativos
- Gerenciamento da dor
- Psiquiatria de consulta-ligação
- Medicina do sono
- Medicina de lesões cerebrais

Além disso, outras especialidades existentes incluem:
- Psiquiatria transcultural
- Psiquiatria de emergência
- Dificuldades de aprendizagem
- Transtorno do neurodesenvolvimento
- Doenças da cognição, como em várias formas de demência
- Psiquiatria biológica
- Psiquiatria comunitária
- Saúde mental global
- Psiquiatria militar
- Psiquiatria social
- Psiquiatria esportiva

O Conselho Unido para Subespecialidades Neurológicas (United Council for Neurologic Subspecialties) nos Estados Unidos oferece certificação e credenciamento de programas de bolsas de estudo nas subespecialidades de neurologia comportamental e neuropsiquiatria, que estão abertas a neurologistas e psiquiatras.
Alguns psiquiatras se especializam em ajudar determinadas faixas etárias. A psiquiatria pediátrica é a área da profissão que trabalha com crianças na abordagem de problemas psicológicos. Os psiquiatras especializados em psiquiatria geriátrica trabalham com idosos e são chamados de psiquiatras geriátricos ou geropsiquiatras. Aqueles que praticam a psiquiatria no local de trabalho são chamados de psiquiatras ocupacionais nos Estados Unidos e psicologia ocupacional é o nome usado para a disciplina mais semelhante no Reino Unido. Os psiquiatras que trabalham no tribunal e se reportam ao juiz e ao júri, tanto em casos criminais quanto civis, são chamados de psiquiatras forenses, que também tratam infratores com transtornos mentais e outros pacientes cuja condição é tal que precisam ser tratados em unidades seguras.
Outros psiquiatras também podem se especializar em psicofarmacologia, psicoterapia, genética psiquiátrica, neuroimagem, distúrbios relacionados à demência, como a doença de Alzheimer, transtorno de déficit de atenção e hiperatividade, medicina do sono, medicina da dor, medicina paliativa, distúrbios alimentares, distúrbios sexuais, saúde da mulher, saúde mental global, intervenção precoce em psicose, distúrbios de humor e distúrbios de ansiedade, como transtorno obsessivo-compulsivo e transtorno de estresse pós-traumático.
Os psiquiatras trabalham em uma grande variedade de ambientes. Alguns são pesquisadores médicos em tempo integral, muitos atendem pacientes em consultórios médicos particulares e psiquiatras de ligação atendem pacientes em ambientes hospitalares onde há interação entre condições psiquiátricas e outras condições médicas.

## Requisitos profissionais
Embora os requisitos para se tornar um médico psiquiatra variem de país para país, todos exigem um diploma de medicina.

### Índia
Na Índia, o diploma de Bacharel em Medicina e em Cirurgia (MBBS) é a qualificação básica necessária para fazer psiquiatria. Depois de concluir o MBBS (incluindo um estágio), os médicos podem participar de vários exames de admissão PG e obter o título de Doutor em Medicina (MD) em psiquiatria, que é um curso de três anos. Também é possível fazer um curso de diploma em psiquiatria ou DNB em psiquiatria para se tornar um psiquiatra.

### Holanda
Na Holanda, é preciso concluir a faculdade de medicina, após o que se recebe o certificado de médico. Após um rigoroso programa de seleção, é possível se especializar em psiquiatria por 4,5 anos. Durante essa especialização, o residente deve fazer uma residência de 6 meses na área de psiquiatria social, uma residência de 12 meses em uma área de sua escolha (que pode ser psiquiatria infantil, psiquiatria forense, medicina somática ou pesquisa médica). Para se tornar um psiquiatra de adolescentes, é preciso fazer um período de especialização extra de mais dois anos. Em resumo, isso significa que são necessários pelo menos 10,5 anos de estudo para se tornar um psiquiatra, que podem chegar a 12,5 anos se a pessoa se tornar um psiquiatra de crianças e adolescentes.

### Paquistão
No Paquistão, é preciso concluir o ensino médico básico, um MBBS, e depois se registrar no Conselho Médico e Odontológico do Paquistão (Pakistan Medical and Dental Commission - PMDC) como clínico geral após um estágio obrigatório de um ano, um trabalho doméstico. Após o registro no PMDC, é preciso fazer o exame FCPS-I. Depois disso, eles seguem quatro anos adicionais de treinamento em psiquiatria na Faculdade de Médicos e Cirurgiões do Paquistão. O treinamento inclui rodízios em medicina geral, neurologia e psicologia clínica por 3 meses cada, durante os dois primeiros anos. Há um módulo intermediário no meio do exame e um exame final após 4 anos.

### Reino Unido e República da Irlanda
No Reino Unido, os psiquiatras devem ter um diploma de medicina. Depois disso, o indivíduo trabalhará como oficial da fundação por mais dois anos no Reino Unido ou um ano como estagiário na República da Irlanda para obter o registro como médico básico. O treinamento em psiquiatria pode então começar e é feito em duas partes: três anos de treinamento básico especializado que culmina com o exame MRCPsych (Member of the Royal College of Psychiatrists), seguido de três anos de treinamento especializado superior denominado "ST4-6" no Reino Unido e "Senior Registrar Training" na República da Irlanda. Os candidatos com título de MRCPsych e treinamento básico completo devem ser entrevistados novamente para o treinamento de especialista superior. Nesse estágio, ocorre o desenvolvimento de interesses especiais, como forense ou criança/adolescente. Ao final de três anos de treinamento especializado superior, os candidatos recebem um Certificado de Conclusão de Treinamento (Especializado) (Certificate of Completion of (Specialist) Training - CC[S]T). Nesse estágio, o psiquiatra pode se registrar como especialista, e a qualificação do CC(S)T é reconhecida em todos os países da UE/EEE.
Dessa forma, o treinamento no Reino Unido e na Irlanda é consideravelmente mais longo do que nos EUA ou no Canadá e, com frequência, leva cerca de 8 a 9 anos após a graduação na faculdade de medicina. Aqueles com um CC(S)T poderão se candidatar a cargos de consultor. Aqueles com treinamento fora da UE/EEE devem consultar os conselhos médicos locais/nativos para analisar suas qualificações e elegibilidade para reconhecimento de equivalência (por exemplo, aqueles com residência nos EUA e qualificação ABPN).

### Estados Unidos e Canadá
Nos Estados Unidos e no Canadá, é preciso primeiro obter o título de MD ou Doutor em Medicina Osteopática, seguido de prática como residente em psiquiatria por mais quatro anos (cinco anos no Canadá). Esse período prolongado envolve treinamento abrangente em diagnóstico psiquiátrico, psicofarmacologia, questões de cuidados médicos e psicoterapias. Todas as residências em psiquiatria credenciadas nos Estados Unidos exigem proficiência em psicoterapias cognitivo-comportamentais, breves, psicodinâmicas e de apoio. Os residentes em psiquiatria devem concluir pelo menos quatro meses de pós-graduação em medicina interna ou pediatria, além de um mínimo de dois meses de neurologia durante o primeiro ano de residência, o que é chamado de "estágio". Depois de concluir o treinamento, os psiquiatras podem se candidatar a um exame para obter a certificação do conselho da especialidade.
O tempo total necessário para concluir os requisitos educacionais e de treinamento no campo da psiquiatria nos Estados Unidos é de doze anos após o ensino médio. O salário médio dos psiquiatras nos Estados Unidos é de US$ 220.000 por ano. Os subespecialistas em psiquiatria infantil e do adolescente devem concluir um programa de fellowship de dois anos, sendo que o primeiro ano pode ser realizado simultaneamente com o quarto ano do programa de residência em psiquiatria geral. Isso adiciona de um a dois anos de treinamento.